# Cooch Behar (district)
Cooch Behar (Bengali: কোচবিহার) is een district in de Indiase staat West-Bengalen. Het district heeft een oppervlakte van 3387 km², 2.479.155 inwoners (2001) en de hoofdstad is het gelijknamige Cooch Behar.

## Geschiedenis
Voor 28 augustus 1949 was Cooch Behar een vorstenland, dat werd geregeerd door de Narayan-dynastie. De koning van Cooch Behar was een feodale heerser onder het gezag van de Britse overheid. Als gevolg van een overeenkomst op 28 augustus 1949 stond de koning van Cooch Behar zijn volledige gezag, jurisdictie en macht over Cooch Behar af aan de overheid van de nieuwe onafhankelijke natie India. Op 19 januari 1950 werd de staat Cooch Behar samengevoegd met de staat West-Bengalen en werd hierdoor een district.

## Etymologie
Het woord "cooch" is afgeleid van de naam van de Koch, een volksstam die inheems is in dit gebied. Het woord "behar" is Sanskriet voor "bihar", wat in het Nederlands "reizen" betekent. "Cooch Behar" betekent "het land waar de koningen van de Koch doorheen reisden".

## Geografie
Cooch Behar ligt in het noordoosten van West-Bengalen en het enige andere West-Bengaalse district waar het aan grenst is Jalpaiguri in het noorden. Verder grenst het in het oosten aan de Assamese districten Kokrajhar en Dhubri en in het zuiden en zuidoosten aan de divisie Rajshahi van Bangladesh. Een geopolitieke zeldzaamheid waren de 198 enclaves en exclaves op de grens met Bangladesh.
Het district is een deel van de Terai, ten zuiden van de Himalaya en is moerassig, kent vele rivieren en is erg vruchtbaar. Belangrijke rivieren zijn de Tista, Jaldhaka, Torsa, Kaljani, Raidak of Dudhkumar en de Gadadhar.
Naast de hoofdstad Cooch Behar zijn Dinhata, Haldibari, Mathabhanga, Mekhliganj en Tufanganj andere belangrijke steden en plaatsen.

## Bestuurlijke indeling
Cooch Behar wordt verder onderverdeeld in vijf subdivisies en twaalf blocks.
Subdivisies:
- Cooch Behar Sadar
- Dinhata
- Mathabhanga
- Mekhliganj
- Tufanganj

Blocks met hun hoofdplaatsen:
| - Coch Behar I (Daluabari) - Cooch Behar II (Pundibari) - Dinhata I (Dinhata) - Dinhata II (Sahebganj) - Haldibari (Haldibari) - Mathabhanga I (Sikarpur) |  | - Mathabhanga II (Mathabhanga) - Mekhliganj (Changrabandha) - Sitai (Sitai) - Sitalkuchi (Sitalkuchi) - Tufanganj I (Tufanganj) - Tufanganj II (Baxirhat) |